# Cámara Santa

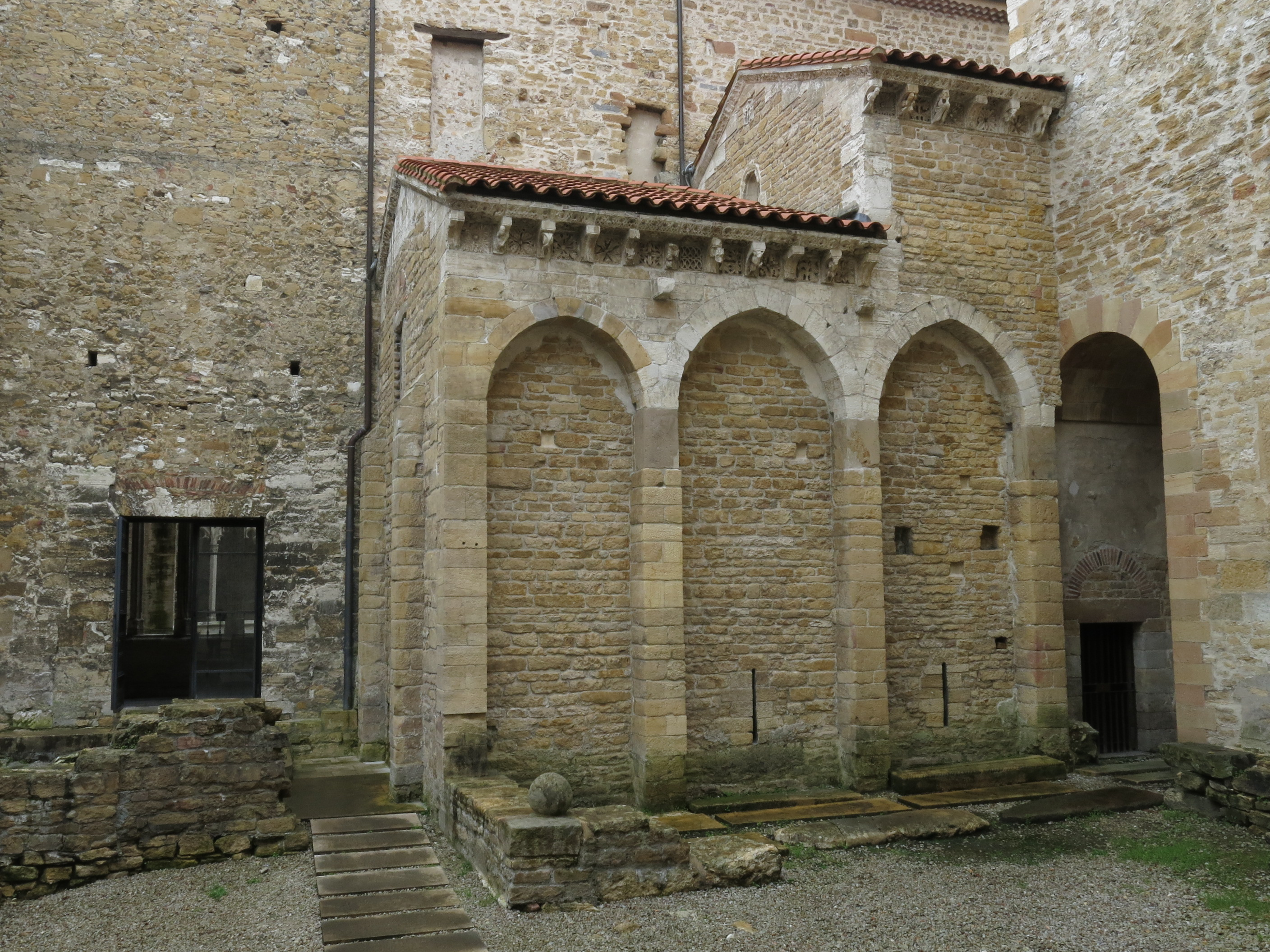
Cámara Santa

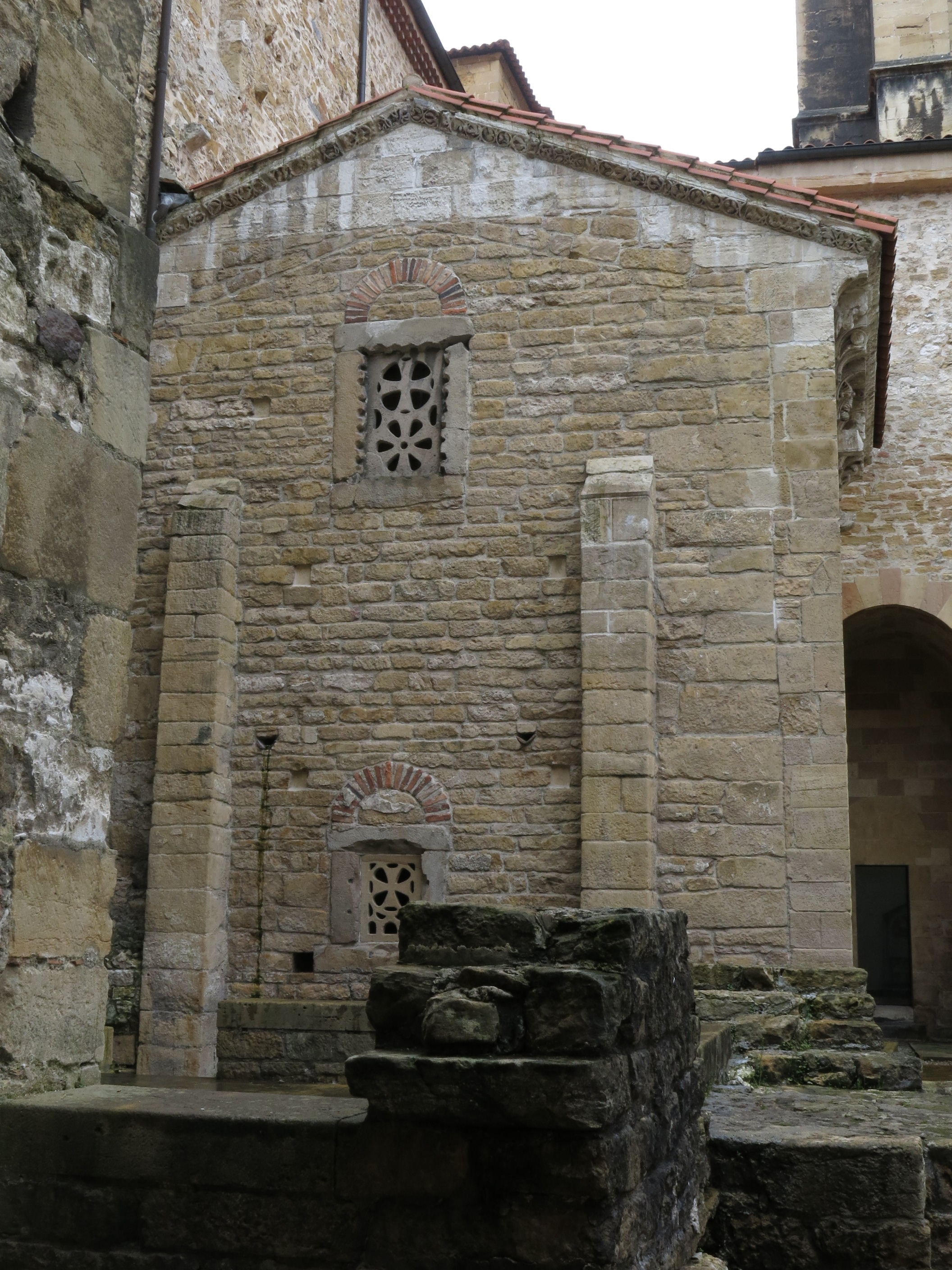
Cámara Santa

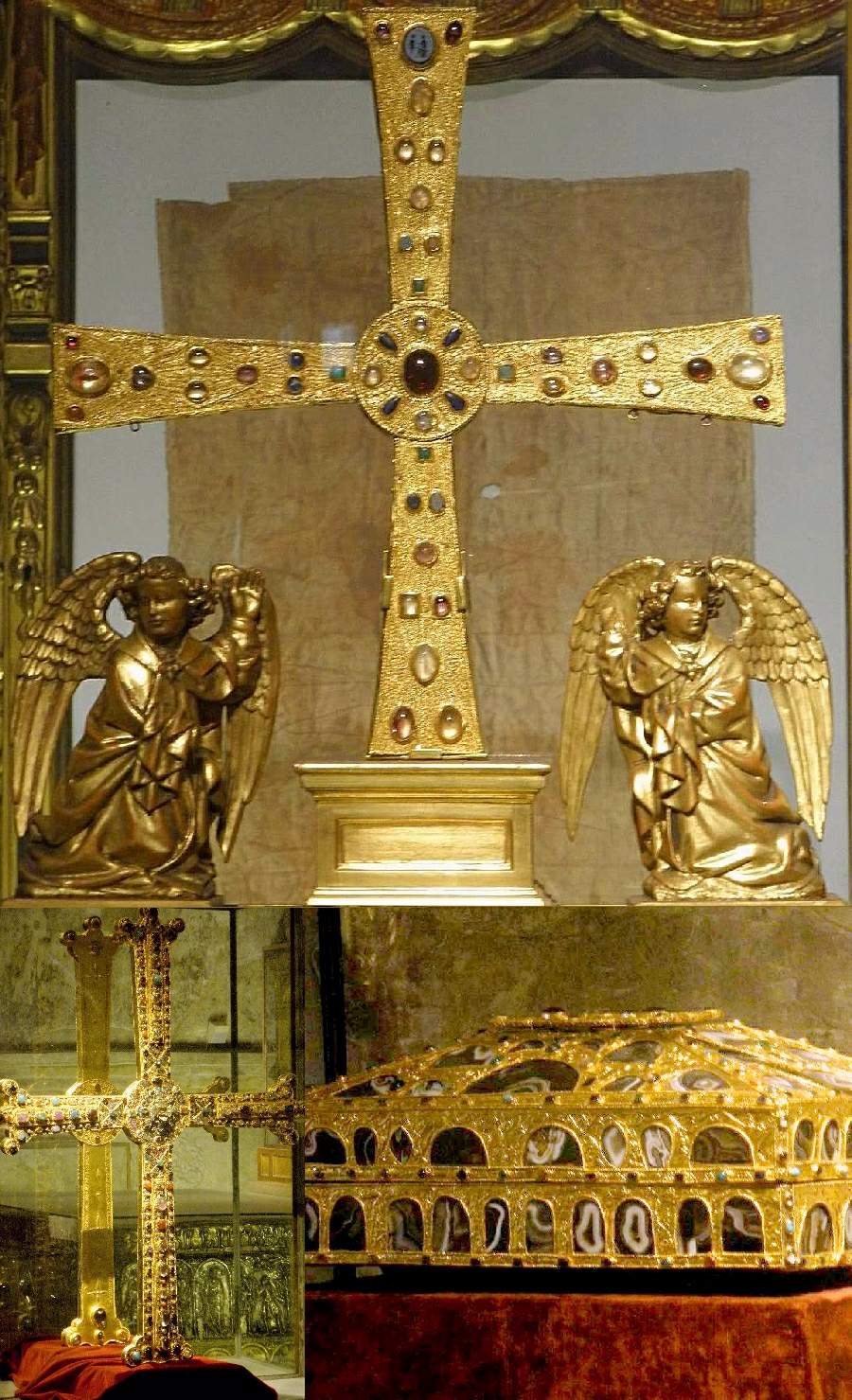
Engelskreuz (oben), Siegeskreuz (unten links), Achatschrein (unten rechts)

Die Cámara Santa (Heilige Kammer) gehört zu einem Gebäudekomplex, der die Kathedrale San Salvador von Oviedo, der Hauptstadt der spanischen Autonomen Gemeinschaft Asturien, umgibt. Sie war im 8./9. Jahrhundert vermutlich als Teil einer Palastanlage errichtet worden. In der Cámara Santa werden der Domschatz und bedeutende Reliquien aufbewahrt.
Im Jahr 1931 wurde die Cámara Santa zum Monumento Nacional (geschützten Kulturgut) in Spanien erklärt. 1998 wurde sie nachträglich, zusammen mit der Kirche San Julián de los Prados und dem Brunnenhaus La Foncalada in Oviedo, als Teil der bereits 1985 als UNESCO-Welterbe anerkannten Monumentos de Oviedo y del Reino de Asturias (Monumente von Oviedo und des Königreiches Asturien), zu dem auch die Kirchen Santa María del Naranco, San Miguel de Lillo und Santa Cristina de Lena gehören, in die Liste der UNESCO-Welterbestätten aufgenommen.

## Geschichte
Die Cámara Santa wurde vermutlich während der Regierungszeit des asturischen Königs Alfons II. (761/768–842) an den bereits bestehenden, wenig älteren Michaelsturm des Königspalastes angebaut, der neben der 812 geweihten Kirche San Salvador, einem Vorgängerbau der Kathedrale von Oviedo, stand. Vielleicht diente sie als Palastkapelle, in der vor allem Reliquien verehrt wurden, vielleicht auch als Aufbewahrungsort für andere kostbare Gegenstände. Die bedeutendsten Reliquien gelangten erst in späterer Zeit nach Oviedo. Der Reliquienschatz der Cámara Santa wurde zum Ziel von Wallfahrten und war selbst Ausgangspunkt des Camino Primitivo, des ersten Jakobswegs nach Santiago de Compostela.
Erstmals schriftlich erwähnt wurde die Cámara Santa im Jahr 1115 in der Historia Silense, einer im 12. Jahrhundert im Kloster Santo Domingo de Silos verfassten Chronik.
Während des asturischen Bergarbeiterstreiks von 1934 wurde die Cámara Santa durch einen Sprengsatz stark beschädigt. In den Jahren 1938 bis 1942 wurde sie unter Wiederverwendung des originalen Steinmaterials durch den Architekten Luis Menéndez-Pidal y Álvarez restauriert. Anlässlich der Restaurierung fanden hier auch archäologische Grabungen statt, wofür mehrere Gebäude im Umfeld abgebrochen wurden. Auch wurde der Boden um 70 cm abgesenkt, so dass die Fundamente sichtbar blieben.
Im Jahr 1977 wurde in die Cámara Santa eingebrochen und der wertvolle Reliquienschatz, das Engelskreuz, das Siegeskreuz und der Achatschrein, gestohlen und stark beschädigt (siehe Einbruchdiebstahl in die Cámara Santa). Die wiedergefundenen Teile wurden 1985 restauriert und wieder zurückgebracht. Das Gebäude wurde in den Jahren 2012 bis 2014 außen und innen restauriert.

## Architektur
Das Gebäude ist aus kleineren Hausteinen errichtet, die in regelmäßigen Lagen zusammengefügt sind und ursprünglich verputzt waren. Für die Gebäudeecken und Strebepfeiler wurden Quader verwendet. Der Bau besteht aus zwei übereinanderliegenden, einschiffigen Stockwerken, die nur über getrennte Zugänge zu erreichen sind.
Das Untergeschoss ist vom Kreuzgang der Kathedrale aus zugänglich, das Obergeschoss über das südliche Seitenschiff der Kathedrale. Das untere Stockwerk wird heute als Cripta de Santa Leocadia (Krypta Santa Leocadia) bezeichnet, das obere als Capilla de San Miguel (Michaelskapelle).

### Krypta Santa Leocadia

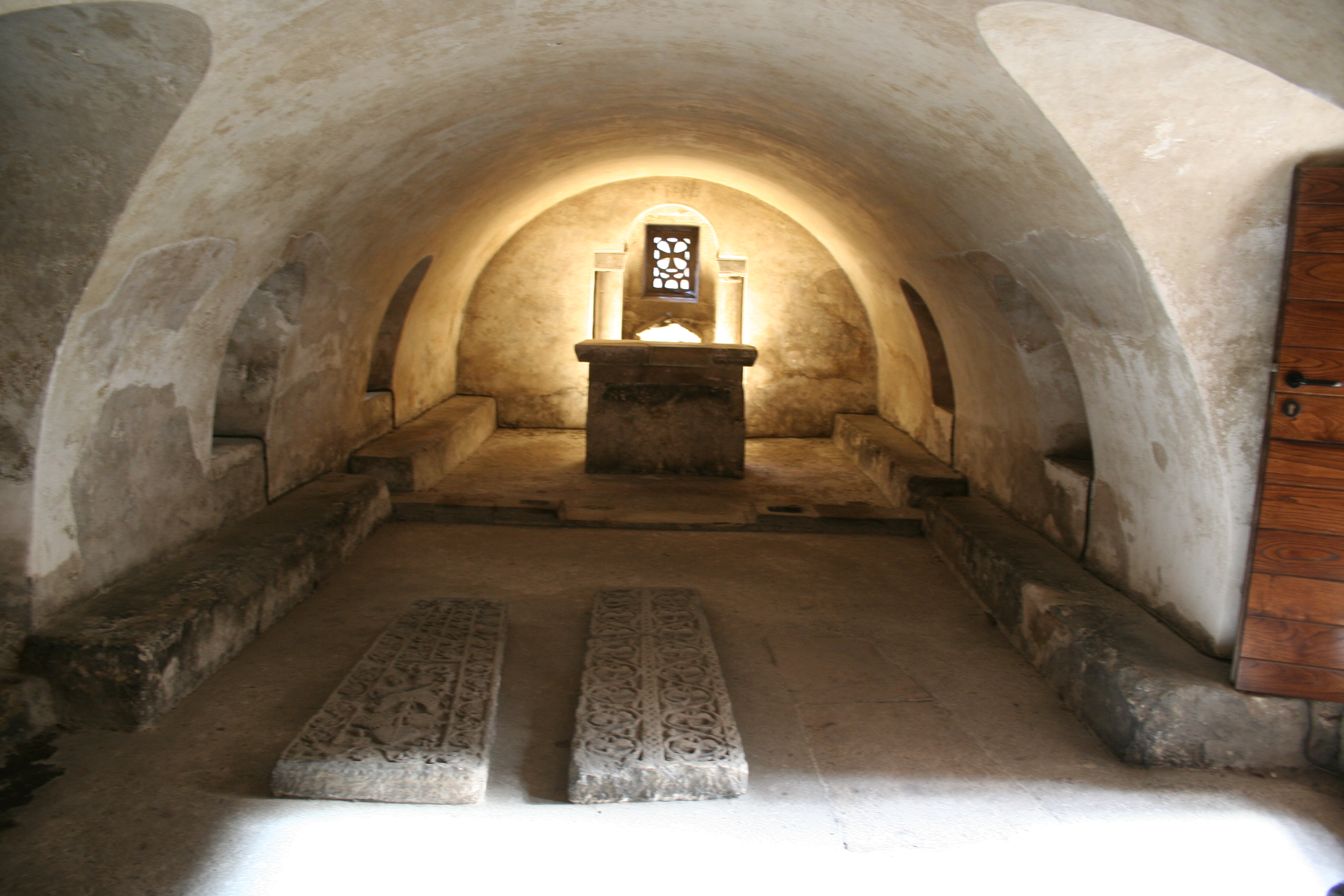
Krypta Santa Leocadia

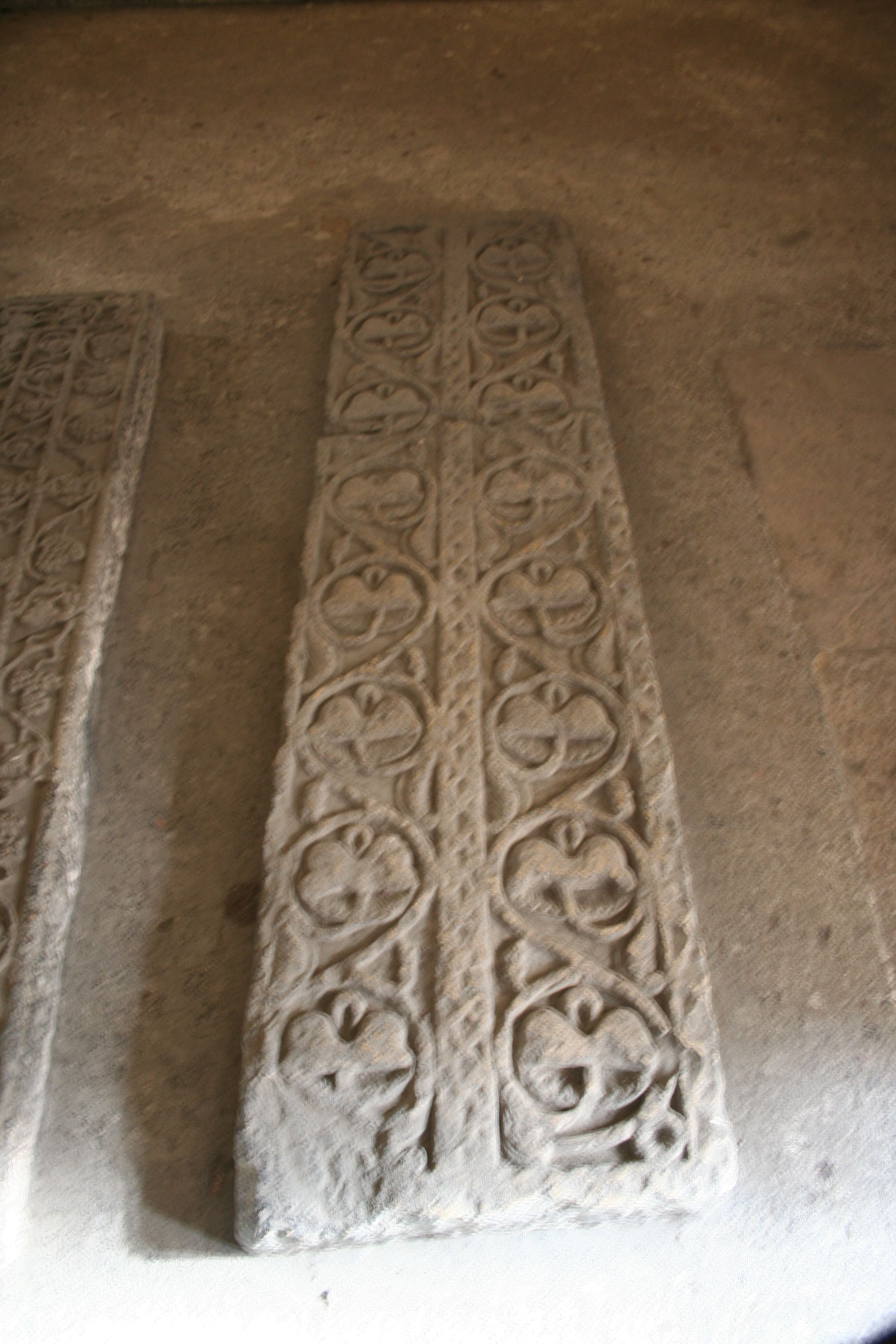
Grabplatte

In der Krypta Santa Leocadia wurden unter dem König Alfons III. (848–910) die Gebeine der beiden Märtyrer von Córdoba, Leocritia und Eulogius, bestattet, die 859 in Córdoba den Märtyrertod erlitten hatten und frühestens im Jahr 884 nach Oviedo überführt worden waren. Ob und wann die sterblichen Überreste der heiligen Leocadia, die im 4. Jahrhundert in Toledo den Märtyrertod erlitten hatte, nach Oviedo gebracht wurden, ist nicht belegt.
Der rechteckige Raum besitzt ein aus Ziegeln errichtetes Tonnengewölbe, das auf einem Sockel am Boden aufliegt und eine Scheitelhöhe von nur 2,30 Meter aufweist. Er ist in das Schiff und den Altarraum unterteilt, dessen originaler Fußbodenbelag aus opus signinum wohl zerstört wurde, als im Jahr 1305 die Gebeine der Märtyrer ausgegraben wurden, um sie in die Michaelskapelle zu verlegen.
An der Nord- und an der Südseite gibt es eine Tür. An der Ostwand öffnet sich ein Fenster, in dessen Steingitter ein griechisches Kreuz zu erkennen ist. Zwei gedrungene Säulen umgeben die Fensteröffnung, unter der sich eine steinerne Ädikula mit einer rechteckigen Nische befindet, in der vielleicht Reliquien aufbewahrt wurden. Die älteste Erwähnung der Krypta stammt aus dem Jahr 908.
Vor dem Altarraum liegen zwei Grabplatten aus Kalkstein, die aus der Entstehungszeit des Gebäudes stammen und die nach westgotischer Tradition mit einem Relief aus Pflanzenmotiven und dem Baum des Lebens verziert sind.

### Michaelskapelle

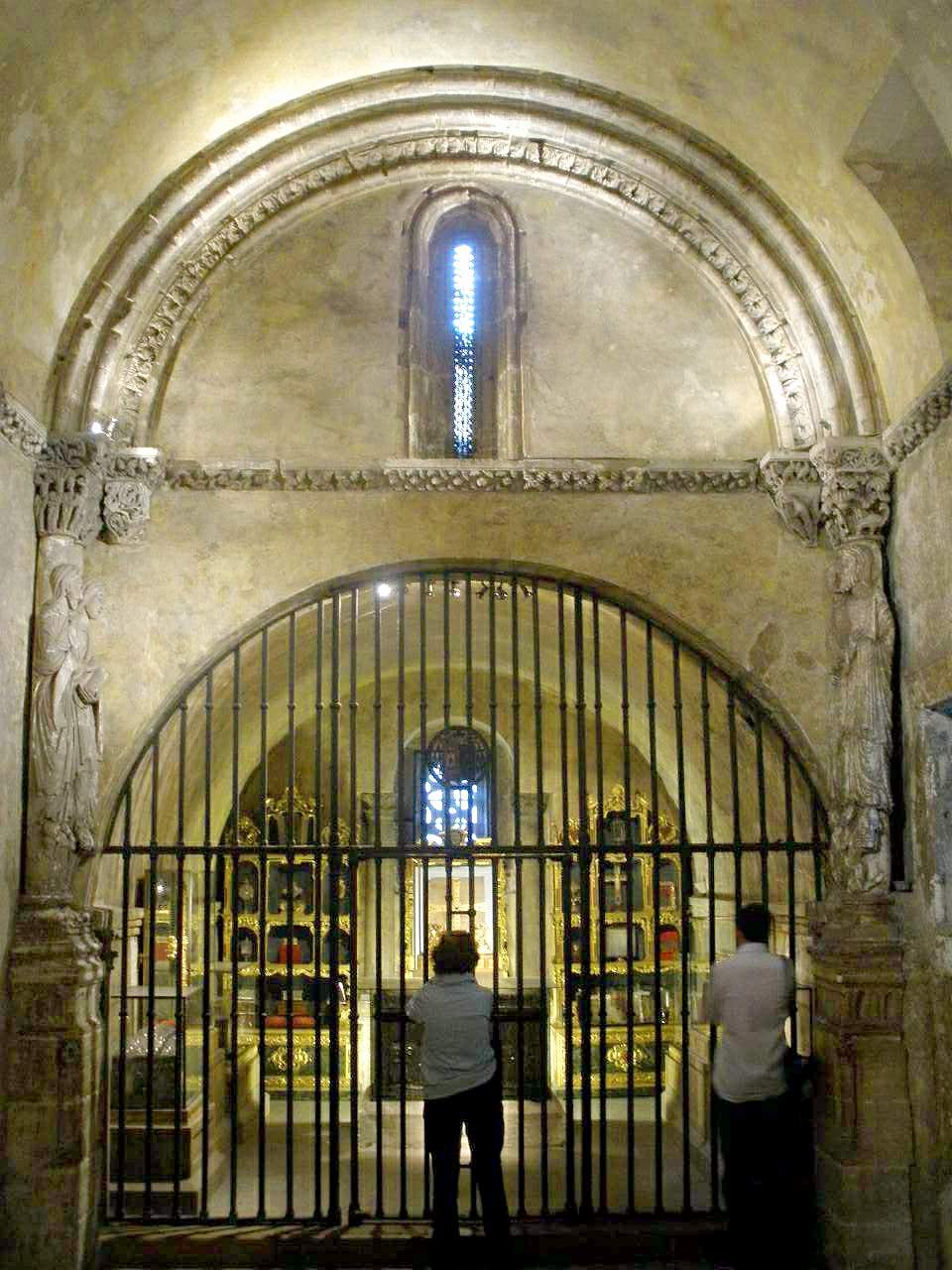
Chor der Michaelskapelle

Der Raum im Obergeschoss war eine dem Patrozinium  des Erzengels Michael unterstellte Kapelle. Während der Altarraum noch das ursprüngliche Gewölbe aufweist, wurde das Schiff unter Pelayo II., Bischof von Oviedo von 1098 bis 1129, grundlegend umgebaut und die ursprüngliche Holzdecke durch ein mit Gurtbögen verstärktes Tonnengewölbe ersetzt. Aus den Jahren 1165/75 stammen die zwölf romanischen Apostelskulpturen, die paarweise an den Säulen angeordnet sind und die die Gurtbögen des Gewölbes tragen. Die Figuren werden einem unbekannten Bildhauer mit dem Notnamen Meister von Oviedo zugeschrieben. Die Kapitelle der Säulen sind mit figürlichen Szenen verziert, die Kämpferplatten weisen Flechtbänder auf.
Bei der Restaurierung 2013/14 wurde die originale Farbfassung der Apostelfiguren wieder hergestellt. Das creme-farbige Weiß sollte Elfenbeinarbeiten vortäuschen. Die Iriden und Pupillen waren Einlegearbeiten aus Saphiren, die bei der Restaurierung erneuert wurden. Körperhaltung und Gewandfalten weisen Ähnlichkeiten mit den Skulpturen des Pórtico de la Gloria der Kathedrale von Santiago de Compostela und den Arbeiten des Meisters Mateo auf. Die zeitweise vertretene Theorie, Mateo habe die Apostelfiguren, die zu den herausragenden Zeugnissen romanischer Bauplastik gehören, selbst geschaffen, wird heute nicht mehr vertreten. An der Westwand sind die Skulpturen von drei Köpfen einer Kreuzigungsgruppe erhalten. Die Körper der Figuren waren ursprünglich als Fresko an die Wand gemalt und wurden beim Bombenanschlag von 1934 zerstört.
Im Chor der Michaelskapelle, der vom Schiff durch ein Gitter getrennt ist, wird der Domschatz mit den Reliquien ausgestellt.

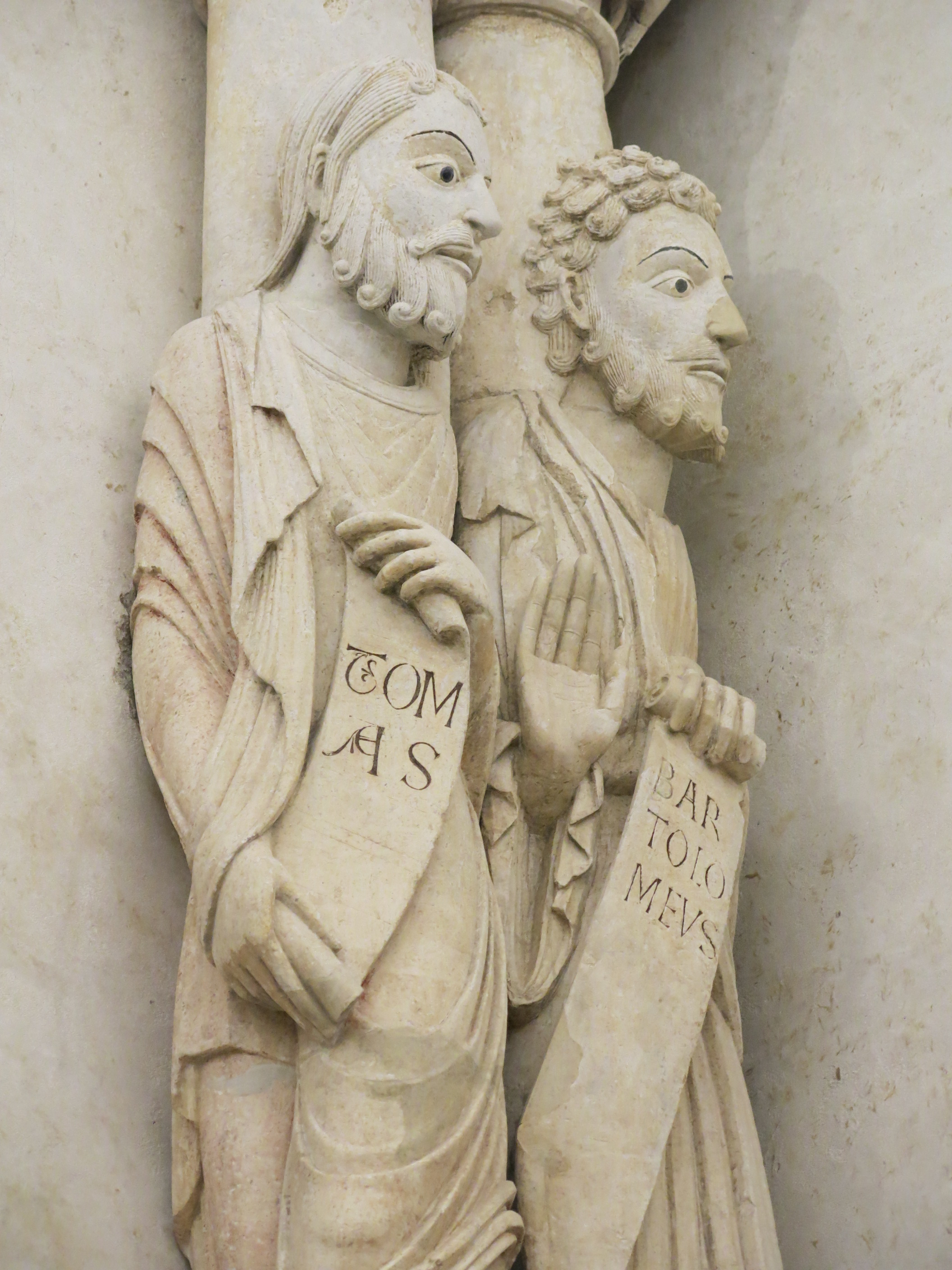
Apostel Thomas und Bartholomäus
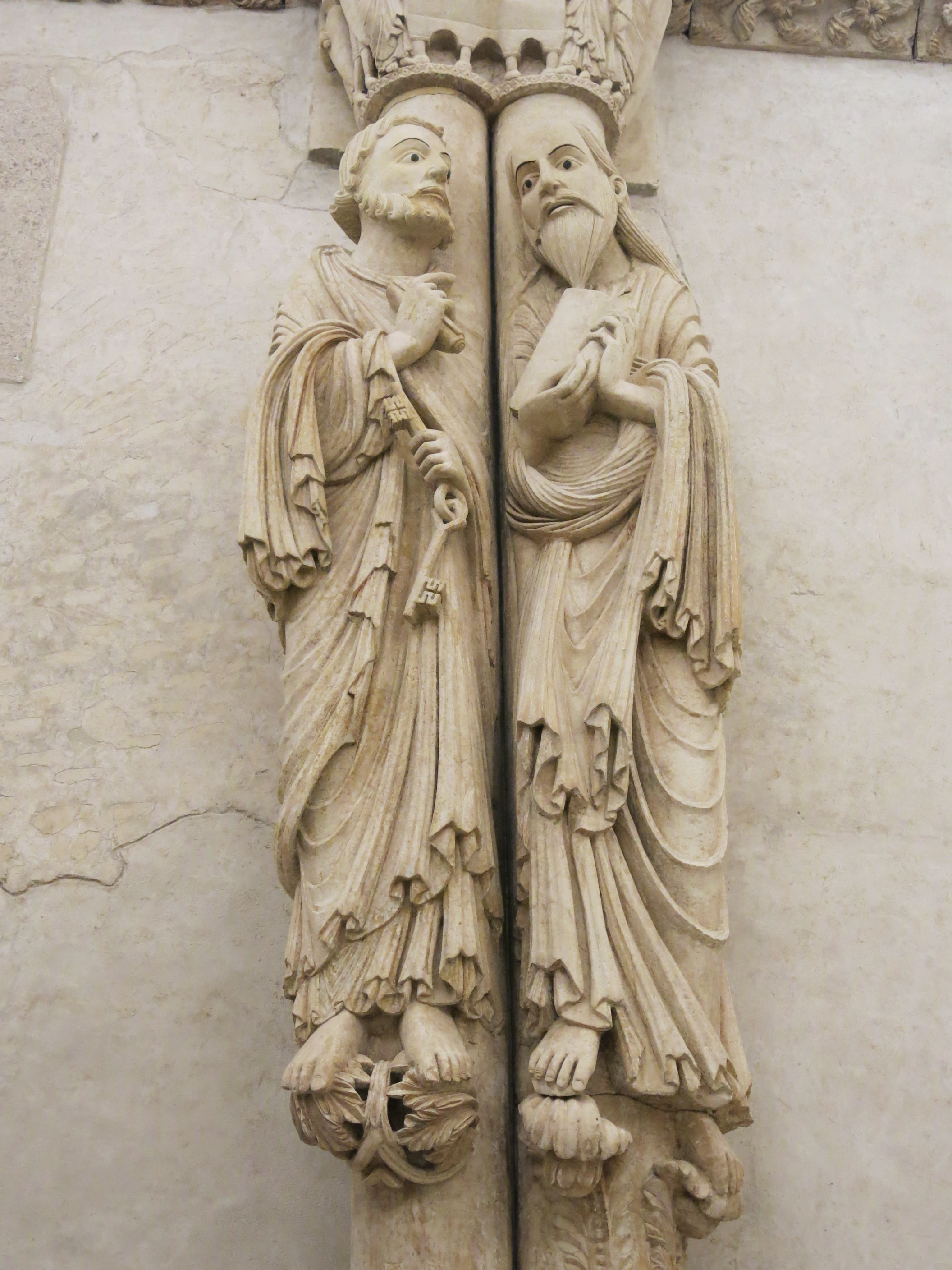
Apostel Petrus und Paulus
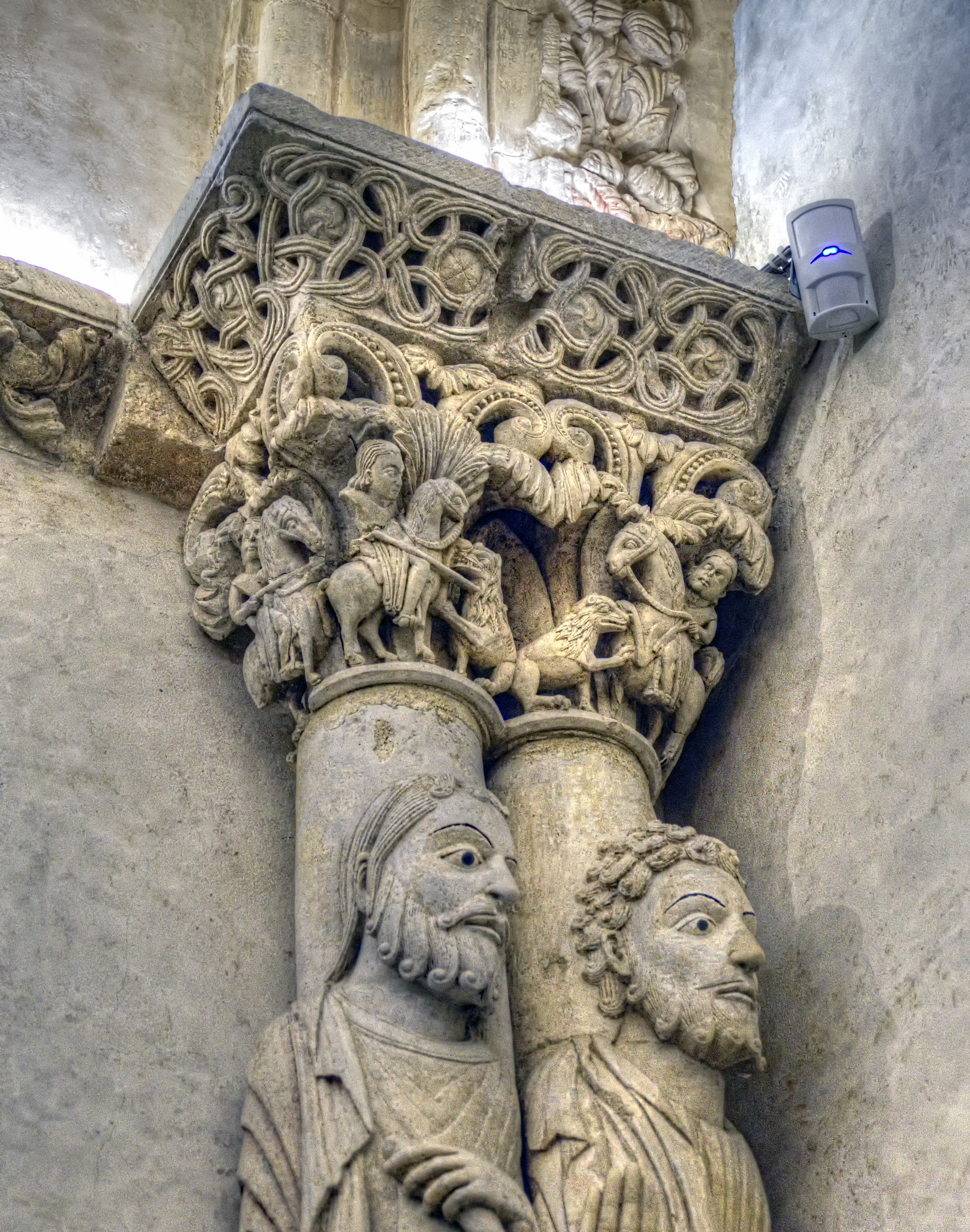
Kapitell

## Domschatz und Reliquien

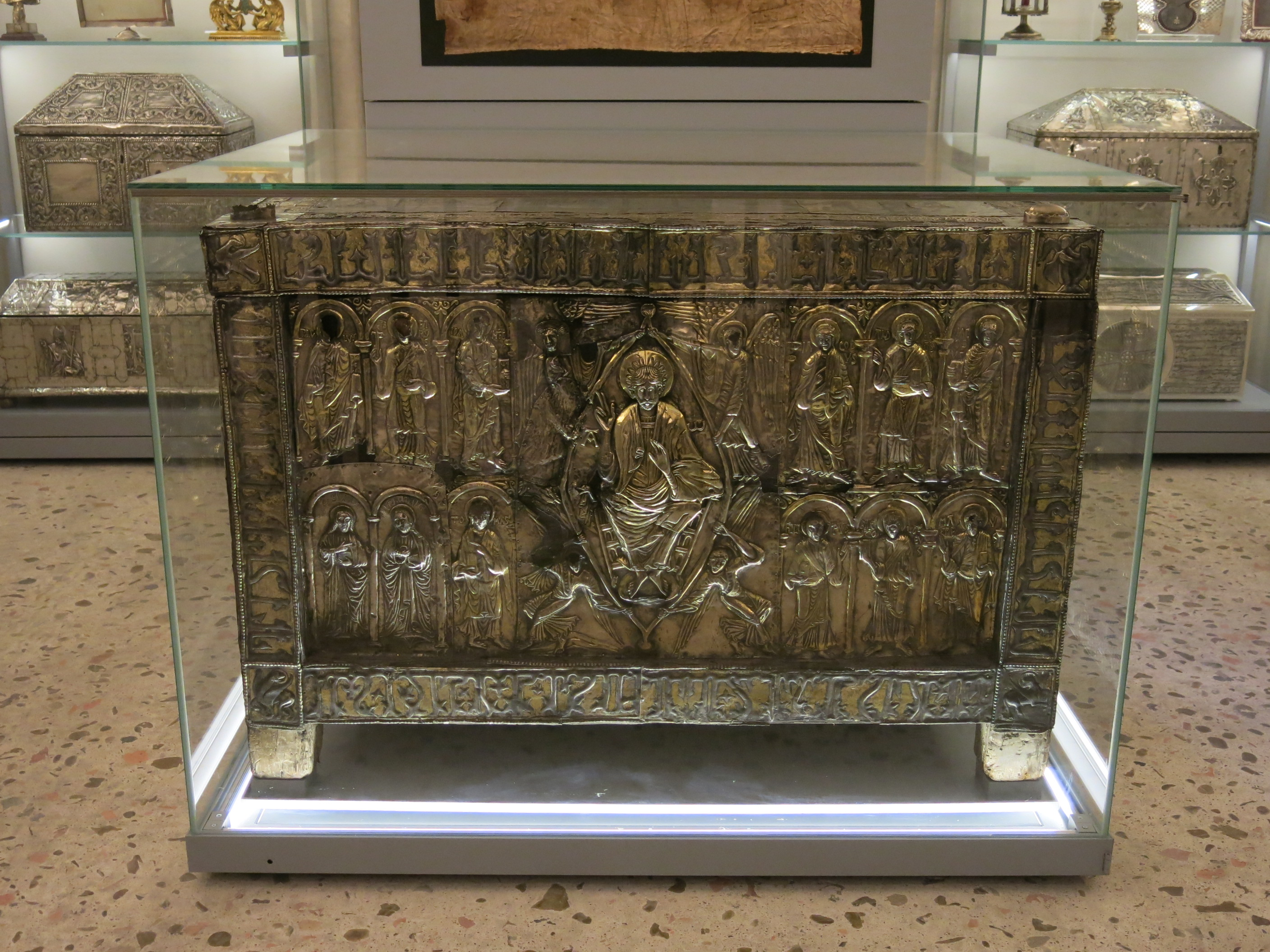
Heiliger Schrein

### Arca Santa(Heiliger Schrein)
Der Heilige Schrein ist ein Reliquienschrein, der nach der Legende aus Jerusalem stammen und über Alexandria nach Toledo und von dort nach Oviedo gelangt sein soll. Laut einer kufischen Inschrift, die in einem breiten Band um die gesamte Vorderseite verläuft, enthält er zahlreiche Reliquien wie das sogenannte Santo Sudario de Oviedo (Schweißtuch von Oviedo), Dornen aus der Dornenkrone Christi und Splitter des Kreuzes. Im Jahr 1075 schenkten ihn König Alfons  VI. (1037–1109) und seine Schwester Urraca (1033–1103) der Kathedrale von Oviedo.
Der silberbeschlagene Schrein hat eine Länge von 1,19 Metern, eine Breite von 93 cm und eine Höhe von 75 cm. Auf der Vorderseite ist in der Mitte Christus in der Mandorla, umgeben von vier Engeln, dargestellt und seitlich, unter Arkaden stehend, die zwölf Apostel. An den Seitenwänden sind die Geburt und die Himmelfahrt Jesu dargestellt und auf der Oberseite Szenen der Passion.

### Cruz de los Ángeles(Engelskreuz)

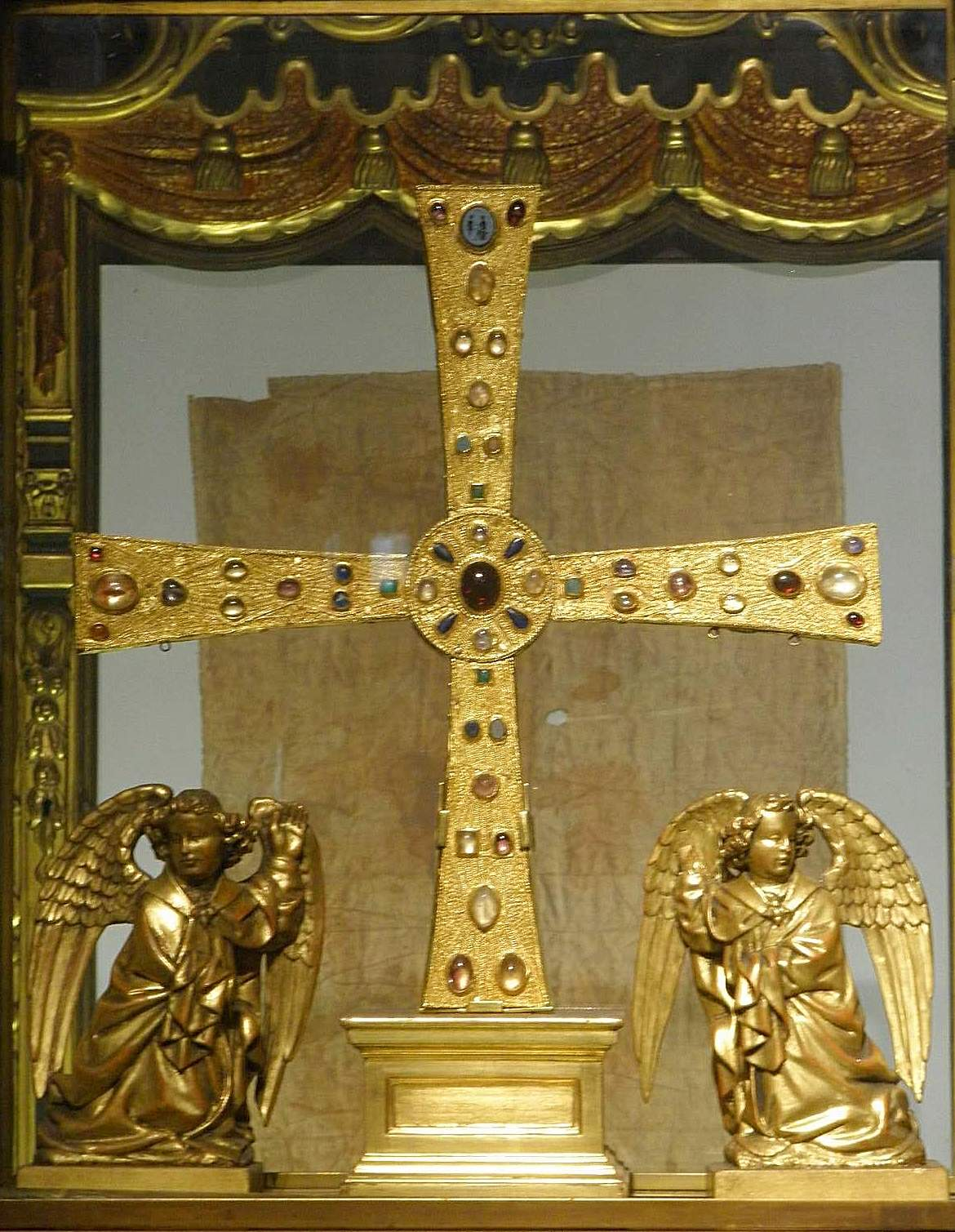
Engelskreuz

Das Engelskreuz ist ein griechisches Kreuz, dessen Arme sich nach außen verbreitern. Das Kreuz hatte ursprünglich einen hölzernen Kern aus Wildkirsche, der mit Goldblech verkleidet und auf der Vorderseite mit 48 Schmucksteinen wie Saphir, Amethyst, Rubin, Achat und Opal und fünf Steinen auf der Rückseite besetzt war, von denen einige aus römischer Zeit stammen. Ein römisches Kameo mit der Darstellung einer jungen Frau ist heute nur noch als Kopie erhalten. Der Name Engelskreuz geht auf eine Legende zurück, nach der die Goldschmiede, die das Kreuz hergestellt hatten, Engel waren, wie eine Chronik aus dem 12. Jahrhundert berichtet.
Eine Inschrift auf der Rückseite nennt das Jahr 846 der spanischen Ära, das dem Jahr 808 unserer Zeitrechnung entspricht, in dem Alfons II. das Kreuz stiftete. Die Inschrift enthält auch die Androhung, dass jeden, der das Kreuz von dem Ort entfernen sollte, den der König bestimmt hatte, der göttliche Blitzschlag treffen solle. Die Inschrift endet mit den Worten: „Unter diesem Zeichen wird der Fromme beschützt. Unter diesem Zeichen wird der Feind besiegt“. Diese Formel wird als Anspielung auf Kaiser Konstantin den Großen gedeutet, der im Jahr 312 unter dem Zeichen des Kreuzes seinen heidnischen Gegner Maxentius besiegt hatte. Sie ist auch im Zusammenhang zu sehen mit der maurischen Eroberung Spaniens und der christlichen Reconquista.

### Cruz de la Victoria(Siegeskreuz)

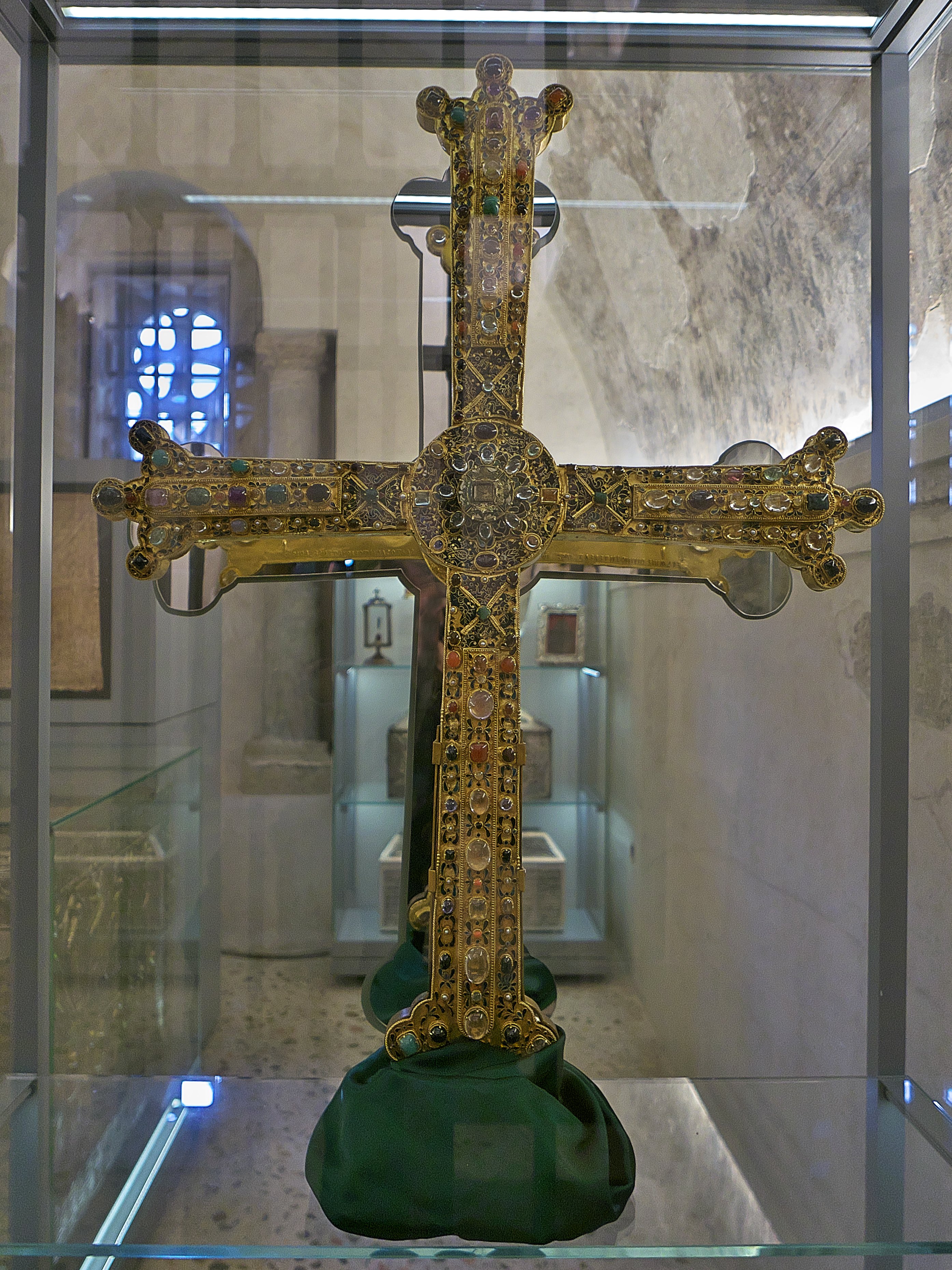
Siegeskreuz

Das Siegeskreuz wurde von Alfons III. in Auftrag gegeben und im Jahr 908, hundert Jahre nach der Stiftung des Engelskreuzes durch Alfons II., der Kathedrale von Oviedo geschenkt, wie aus der Inschrift hervorgeht (Übersetzung nach Achim Arbeiter: Hispania antiqua. ..., S. 182): „Möge diese Gabe mit Wohlgefallen empfangen werden und Gott zur Ehre dienen, die dargebracht wird von den Dienern Christi, dem Fürsten Alfons und der Königin Jimena. Wer immer es wagen sollte, unser Weihgeschenk zu entwenden, der möge durch göttlichen Blitzschlag umkommen. Nach seiner Fertigstellung ist das Werk der dem Erlöser geweihten Kathedrale von Oviedo überlassen worden. Unter diesem Zeichen wird der Fromme geschützt. Unter diesem Zeichen wird der Feind besiegt. Die Herstellung erfolgte in der Festung Gauzón, während unseres 42. Regierungsjahrs, im Jahr der Ära 946.“ Auch hier werden das Entstehungsjahr 946 der spanischen Ära, das dem Jahr 908 unserer heutigen Zeitrechnung entspricht, Drohung mit göttlichem Blitzschlag bei Entwendung und Schutz- und Siegesformel in einer auf der Rückseite aufgelöteten Inschrift festgehalten. Als Entstehungsort wird die Festung Gauzón, in der heutigen Gemeinde Gozón, genannt.
Das Siegeskreuz ist ein lateinisches Kreuz, das ursprünglich einen mit Goldblech verkleideten Kern aus Eichenholz besaß. Die Arme enden in je drei Halbkreisen, an die wiederum drei kleine, mit Edelsteinen besetzte Scheiben angefügt sind. Im Schnittpunkt der beiden Kreuzarme befindet sich eine Aushöhlung, die für die Unterbringung einer Reliquie vorgesehen war. Das Siegeskreuz ist doppelt so hoch und dreimal so schwer wie das Engelskreuz und mit Edelsteinen, Perlen, Emailplättchen und geperltem Golddraht noch reicher verziert. Sein Name geht auf den Glauben zurück, dass sein Holzkern das Kreuz gewesen sei, mit dem die christliche Reconquista in der Schlacht von Covadonga unter ihrem Führer Pelayo ihren ersten Sieg über die Mauren errungen hatte. Deshalb wird es auch als Cruz de Pelayo (Pelayo-Kreuz) bezeichnet.

### Caja de la Ágatas(Achatschrein)

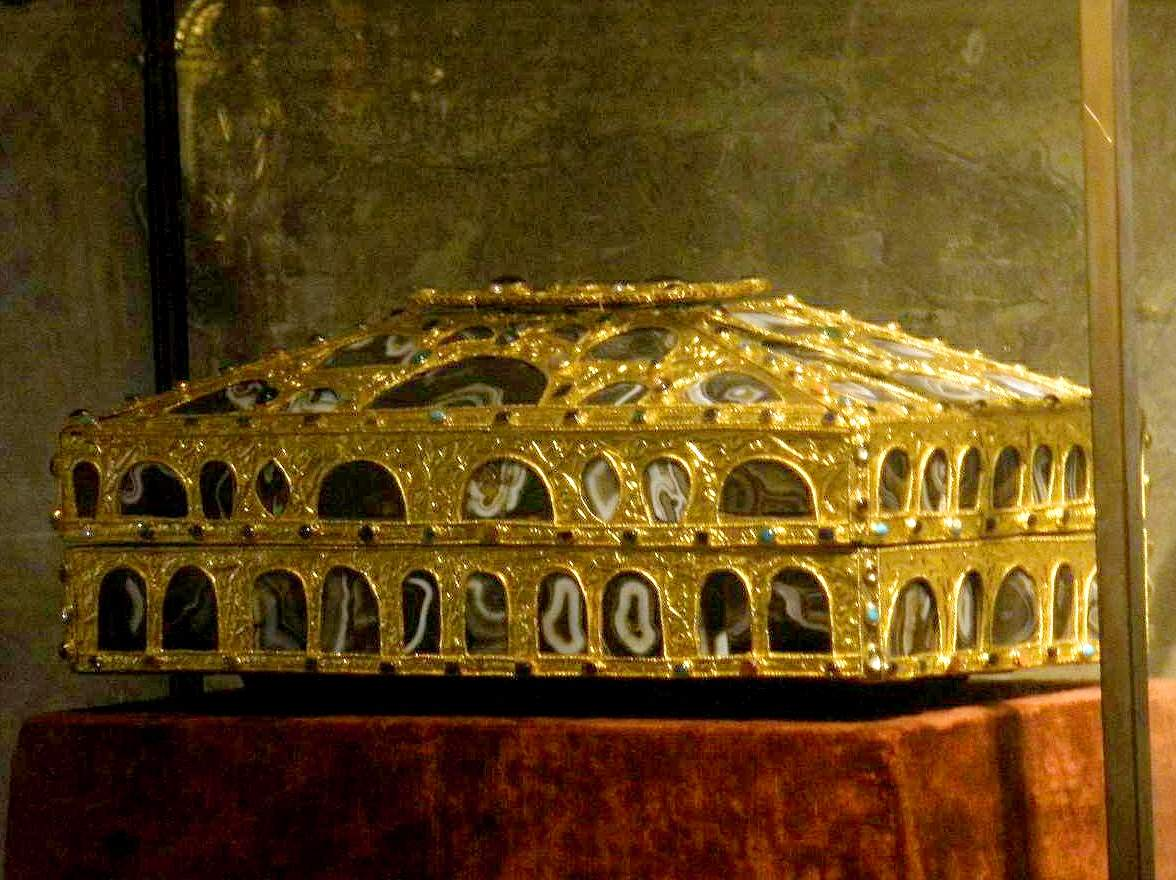
Achatschrein

Der Achatschrein ist eine 42 cm lange, 27 cm breite und 17 cm hohe, mit Gold- und Silberblech verkleidete Kassette aus Zypressenholz. Sie weist 99 Aussparungen auf, die mit Achatscheiben ausgelegt sind. 225 Edelsteine oder Halbedelsteine und Korallen verzieren das Gehäuse. Bei dem Raubüberfall im Jahr 1977 wurde das Reliquienkästchen zerstört und bis 1986 mit Ergänzungen wiederhergestellt. Die Schmuckplatte auf dem Deckel, die in das 8. Jahrhundert datiert wird und von einem fränkischen Reliquiar stammt, wurde 1989 wieder aufgefunden und wieder eingesetzt. Auf der Unterseite ist ein Gemmenkreuz, umgeben von den vier himmlischen Gestalten, dargestellt und eine lateinische Inschrift mit Buchstaben des 10. Jahrhunderts eingraviert, deren Übersetzung (nach Achim Arbeiter: Hispania antiqua. ..., S. 185) lautet: „Möge dies, mit Wohlgefallen angenommen, zur Ehre Gottes hier verbleiben, das die Diener Christi Fruela und Nunilo, mit Zunamen Scemena/Gimena, schenken. Dieses Werk wurde fertiggestellt und San Salvador von Oviedo übereignet. Den, der es wagt, unsere Gabe zu entreißen, soll der göttliche Blitz treffen. Es ist vollendet in der 948sten Ära“. Die Inschrift ist ähnlich der auf den beiden Kreuzen. Aus ihr geht hervor, dass das Reliquienkästchen ein Geschenk des asturischen Königs Fruela II. (um 875–925) an den Kirchenschatz von Oviedo war, und das Entstehungsdatum im Jahr 948 der spanischen Ära, das dem Jahr 910 unserer heutigen Zeitrechnung entspricht.